# Герценберг, Илья Иванович
Илья Иванович Герценберг (1898 — 1938) — советский разведчик.

## Биография
Родился в еврейской купеческой семье в Либаве. Сын Жанно (Элхонона-Ицыка) Елиасовича Герценберга (из Газенпота) и Цецилии Вольфовны Якобсон. До 1917 учился в Высшей химической школе в Женеве. С 1917 по февраль 1918 на партийной работе в Советской России, член РКП(б) с 1918. С конца 1917 по 1919 работал лаборантом на заводе Гужона в Москве. В 1919-1920 политработник в РККА. Затем до 1921 в редакции газеты «Известия» и заведующий издательским отделом в Народном комиссариате по делам национальностей РСФСР. В 1921-1924 работал в органах государственной безопасности. В 1924-1925 управляющий делами концессионной комиссии ВСНХ, в 1926 заместитель заведующего Бюро иностранной науки и техники (по другим данным заведующий химической группы «Промэкспорта») в Берлине, в 1926-1928 заместитель заведующего экспортным бюро ВСНХ. С декабря 1928 по август 1930 заведующий экспортно-импортным отделом торгового представительства в Греции. С августа 1930 работал в советском торговом представительстве в Веймарской республике. Позднее становится директором отдела промышленного экспорта в «Амторге». Затем в центральном аппарате ИНО ОГПУ в Москве. Директор отделения «Промэкспорт» АО «Амторг» в США по линии РУ РККА с 1936 до 1938, работал с А. А. Артузовым. Арестован (предположительно с санкции З. И. Пассова) 21 февраля 1938. По приговору ВКВС СССР расстрелян 7 мая 1938. Посмертно реабилитирован 22 сентября 1956.